# IC 1650
IC 1650 ist eine Balken-Spiralgalaxie vom Hubble-Typ SBb im Sternbild Phönix am Südsternhimmel. Sie ist schätzungsweise 325 Millionen Lichtjahre von der Milchstraße entfernt.
Das Objekt wurde im Jahr 1899 von DeLisle Stewart entdeckt.